# Bob Dylan's Greatest Hits Volume 3
Bob Dylan's Greatest Hits Volume 3 är ett samlingsalbum av Bob Dylan, utgivet 1994. Albumet tar vid där Bob Dylan's Greatest Hits, Vol. 2 från 1971 slutar och innehåller låtar från soundtracket Pat Garrett & Billy the Kid (1973) fram till Under the Red Sky (1990), samt den tidigare outgivna låten "Dignity".

## Låtlista
Låtarna skrivna av Bob Dylan, där inget annat namn anges.
1. "Tangled Up In Blue" - 5:42
2. "Changing of the Guards" - 6:36
3. "The Groom's Still Waiting at the Altar" - 4:03
4. "Hurricane" (Bob Dylan, Jacques Levy) - 8:34
5. "Forever Young" - 4:58
6. "Jokerman" - 6:16
7. "Dignity" - 5:58
8. "Silvio" (Bob Dylan, Robert Hunter) - 3:07
9. "Ring Them Bells" - 3:02
10. "Gotta Serve Somebody" - 5:25
11. "Series of Dreams" - 5:53
12. "Brownsville Girl" (Bob Dylan, Sam Shepard) - 11:04
13. "Under the Red Sky" - 4:09
14. "Knockin' on Heaven's Door" - 2:30